# Willi Jentzsch
Willi Jentzsch (* 15. Mai 1886 in Wolfen; † 23. Mai 1936 in Danzig) war ein deutscher Gymnasiallehrer und Politiker.

## Leben
Willi Jentzsch stammt aus einer alteingesessenen Gutsbesitzerfamilie aus Wolfen und war ein Sohn von Friedrich Wilhelm Jentzsch (* 1854) und dessen Ehefrau Wilhelmine Pauline Minna, geb. Wilde (* 1857; † 1941). Nach dem Abitur in Weißenfels und dem Studium in Göttingen und Halle wurde er Gymnasiallehrer in Danzig. Dort war er Vorsitzender des Danziger Beamtenbundes. Am 27. Oktober 1926 wurde er zum Senator der Freien Stadt Danzig gewählt (Senat Sahm II). Er trat am 1. November 1927 aus gesundheitlichen Gründen zurück. Am 1.  November 1927 wurde er zum Rektor des angesehenen Realgymnasiums St. Johann in der Fleischergasse im Danziger Stadtteil Vorstadt ernannt. Im März 1936 wurde er Schuldirektor bei der Danziger Schulbehörde und war dort für alle Grundschulen der Stadt verantwortlich. Er starb zwei Monate nach seiner Ernennung.
1921 heiratete er die Lehrerin Gertrud Alma, geb. Drange (* 1891; † nach 1954), Tochter des Elbinger Oberstadtsekretärs Emil Drange († 1913) und dessen Ehefrau Emma Pauline Wilhelmine, geb. Wachs († 1935). Ein Kind aus dieser Ehe war Herlind Kasner, geb. Jentzsch (* 8. Juli 1928 in Danzig; † 6. April 2019), die Ehefrau Horst Kasners und Mutter Angela Merkels. Willi Jentzsch verstarb am 23. Mai 1936 im Alter von fünfzig Jahren in Danzig. Nach seinem Tod zog die Familie erst nach Elbing und 1944 nach Hamburg.